# Вільгельм Монке
Вільгельм Генріх Йоганнес Монке (нім. Wilhelm Mohnke; 15 березня 1911, Любек — 6 серпня 2001 Гамбург, Шлезвіг-Гольштейн) —  командир з'єднань військ СС, бригадефюрер СС і генерал-майор військ СС (30 січня 1945). Кавалер Лицарського хреста Залізного хреста (11 липня 1944).

## Біографія

### Ранні роки
Народився в сім'ї столяра-червонодеревника Вільгельма Монке. В 1926–1929 навчався в торговельній школі. Після смерті батька працював у скляній і порцеляновій промисловості, став менеджером.
1 вересня 1931 вступив в НСДАП (партійний квиток № 649 684), в листопаді 1933 року - в СС (службове посвідчення № 15 541).Після вступу в СС перебував у 4-му штандарті (Любек), з січня 1932 — у 22-му штандарті (Шверін). З 17 березня 1933 служив у щойно створеної штабсвахте (штабний сторожі) СС «Берлін» — особистої охорони Адольфа Гітлера — складалася з 117 чоловік під командуванням Йозефа (Зеппа) Дітріха. Потім проходив службу в сформованому на її основі у вересні 1933 «Лейбштандарт СС Адольф Гітлер». Командував в ньому 5-й ротою, в цій якості брав участь у аншлюсі Австрії, захоплення Чехословаччини.

### Друга світова війна
Командував своєю ротою під час бойових дій в Польщі на початку Другої світової війни. З 28 березня 1940 — командир 2-го батальйону дивізії «Лейбштандарт СС Адольф Гітлер», брав участь у боях в Бельгії і Нідерландах. Після війни звинувачувався в тому, що 28 травня 1940 організував знищення групи полонених англійців у Вормхуда (загинули від 65 до 80 полонених, яких загнали в сарай і закидали гранатами). У 1988 член британської палати громад Джефф Рукер наполіг на відновленні розслідування цього злочину, але німецький прокурор визнав, що доказів винності Монке недостатньо.
Навесні 1941 Монке брав участь у кампанії на Балканах, 5 квітня 1941 був важко поранений в Югославії (йому хотіли ампутувати ногу), займався підготовкою новобранців, повернувся в 1942, з 16 березня того ж року був призначений командиром батальйону в «Лейбштандарті». З 21 червня 1943 по 19 серпня 1944 — командир 26-го моторизованого полку знову сформованої дивізії СС «Гітлерюгенд», з червня 1944 брав участь у боях у Франції проти  американських, британських і союзних їм військ, що висадилися в Нормандії, на чолі бойової групи, названої його ім'ям. 11 липня 1944 р. за відвагу був нагороджений Лицарським хрестом Залізного хреста. Звинувачували в розстрілі канадських військовополонених, але справа так і не дійшла до суду.
17 липня 1944 був знову поранений, але вже 20 серпня того ж року призначений командиром 1-ї танкової дивізії СС «Лейбштандарт Адольф Гітлер» (після поранення її колишнього командира Теодора Виша). У цій якості брав участь у грудневому наступ в Арденнах, у якому його дивізія зазнала великих втрат — це пояснювалося великою кількістю новобранців, на підготовку яких не вистачало часу, і дефіцитом пального. Підозрювався в причетності до розстрілу його підлеглими американських військовополонених у Мальмеді, але участь Монке в цьому злочині доведено не було. На початку 1945 отримав нове важке поранення, у зв'язку з цим 2 лютого 1945 здав командування дивізією і призначений в резерв фюрера. Перебував на лікуванні в клініці Хоенліхен.
В ніч на 21 квітня 1945 Адольф Гітлер особисто призначив його командиром «бойової групи Монке», якій була доручена оборона рейхсканцелярії і фюрербункера. Група була сформована з частин, які ще не перебували в бою. Всього до складу групи входило близько 9 батальйонів загальною чисельністю близько 2100 чоловік (включаючи рештки 33-ї  гренадерської дивізії СС "Шерлемань"), які мали на озброєнні 108 ручних 24 станкових кулемети та 16 мінометів. Після самогубства Гітлера Монке 1 травня очолив групу, що вчинила прорив з бункера і безуспішно намагалася вирватися з Берліна на північ. Був узятий в полон радянськими військами і під посиленим конвоєм доставлений до Москви.

### Життя після війни

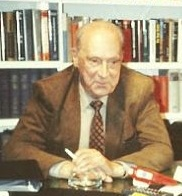
Монке в 1999 році.

Після закінчення Другої Світової, Монке був перевезений в СРСР, де утримувався в Бутирській і Лефортовській в'язницях в  Москві, а до 1949 перебував в одиночній камері. 13 лютого 1952 Вільгельма Монке засудили за військові злочини військовим трибуналом військ МВС Московського військового округу до 25 років позбавлення волі, був в ув'язненні у в'язниці № 2 міста  Володимира. 10 жовтня 1955 Монке репатріювали у Західну Німеччину, жив в  Барсбюттелі. У мирний час працював торговим агентом, продаючи невеликі вантажівки та причепи. Вільгельм Монке помер 6 серпня 2001 в містечку Дамп, біля Гамбурга.

## Підвищення в СС
- Анвертер СС (1 листопада 1931)
- Манн СС (16 листопада 1931)
- Шарфюрер СС (5 березня 1932)
- Труппфюрер СС (9 березня 1933)
- Штурмфюрер СС (28 червня 1933)
- Штурмгауптфюрер СС (1 жовтня 1933)
- Гауптштурмфюрер СС (1935)
- Штурмбаннфюрер військ СС (1 вересня 1940)
- Оберштурмбаннфюрер військ СС (21 червня 1943)
- Штандартенфюрер військ СС (21 червня 1944)
- Оберфюрер військ СС (4 листопада 1944)
- Бригадефюрер СС і генерал-майор військ СС (30 січня 1945)

## Нагороди
- Цивільний знак СС (№10 362)
- Почесний кут старих бійців
- Йольський свічник (16 грудня 1935)
- Німецький Олімпійський знак 2-го класу
- Знак учасника зльоту СА в Брауншвейзі 1931
- Спортивний знак СА в золоті
  - в бронзі (1937)
- Німецька імперська відзнака за фізичну підготовку в бронзі
- Почесна шпага рейхсфюрера СС (1 грудня 1937)
- Кільце «Мертва голова»
- Медаль «У пам'ять 13 березня 1938 року»
- Медаль «У пам'ять 1 жовтня 1938 року» із застібкою «Празький град»
- Медаль «За вислугу років у НСДАП» в бронзі (10 років)
- Медаль «За вислугу років у СС» 4-го, 3-го і 2-го ступеня (12 років)
- Залізний хрест
  - 2-го класу (21 вересня 1939)
  - 1-го класу (8 листопада 1939)
- Нагрудний знак «За поранення»
  - в чорному (10 лютого 1940)
  - в сріблі (15 вересня 1941)
- Штурмовий піхотний знак в бронзі (3 жовтня 1940)
- Хрест Воєнних заслуг 2-го класу з мечами (3 жовтня 1940)
- Німецький хрест в золоті (26 грудня 1941)
- Орден «За хоробрість» 4-го ступеня, 1-й клас (Болгарія)
- Хрест Заслуг (Угорщина) в сріблі
- Лицарський хрест Залізного хреста (11 липня 1944)

## Вільгельм Монке у телекартинах
Вільгельм Монке у ролі персонажа був представлений у таких кінокартинах:
- В американському фільмі The Bunker («Бункер»; 1981, роль виконував Майкл Калвер);
- У британському серіалі Selling Hitler («Продаючи Гітлера»; 1981, роль виконував Ральф Майкл);
- У німецькому фільмі Der Untergang («Бункер»; 2004, роль виконував Андре Хенніке).